# Andreas Cellarius
Andreas Cellarius nació alrededor del año 1596, en Neuhausen, una pequeña ciudad cerca de Worms, murió en 1665. Fue un matemático y cartógrafo alemán.
Se matriculó como estudiante en la Universidad de Heidelberg, en 1614. Posteriormente se traslada a Holanda donde contrae matrimonio en 1625 con Catharina Eltmans. Se sabe que alrededor de 1637, se traslada a Hoorn donde fue nombrado rector de la Escuela de latín Ceciliaklooster. Todos los trabajos académicos de Cellarius fueron publicados durante su estancia como rector en esta escuela. 

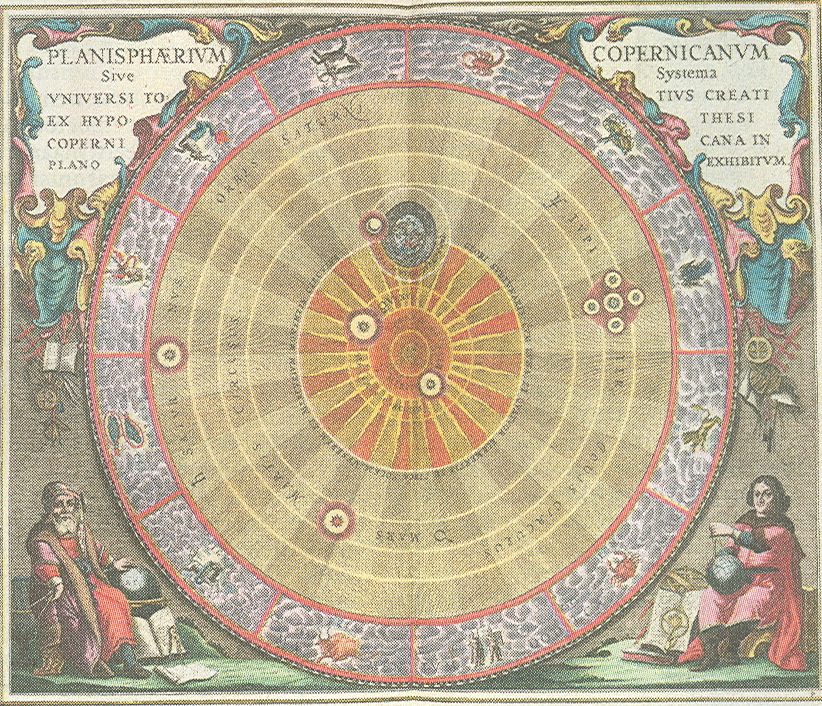
Andreas Cellarius, ilustración del sistema copernicano del Harmonia Macrocosmica (1660).

En 1661 publicó el Atlas Coelestis seu Harmonia Macrocosmica, editado por Ioanne Janssonius en Ámsterdam como séptimo volumen del proyecto inicial de Mercator. Resultó uno de los más espectaculares atlas cosmográficos publicados en la segunda mitad del siglo XVII. Es un plano del firmamento y sus estrellas, conforme a como fueron interpretados por Copérnico, Ptolomeo, Brahe y Arato. Se compone de 30 folios dobles pintados a mano, en color, acompañados de aproximadamente 200 páginas de texto explicativo en latín. Una edición posterior, con solo las láminas, fue publicada en 1708 por los editores asentados en Ámsterdam, Gerard Valk y Petrus Schenk el Joven. En la primera parte del atlas figuran magníficas placas, en cobre, con grabados de los sistemas concebidos por Claudio Ptolomeo, Nicolás Copérnico y Tycho Brahe.
Andreas Cellarius representa las órbitas de siete planetas, conforme a las hipótesis de Ptolomeo, y la yuxtaposición de los cuatro elementos en la región llamada sublunar, según los filósofos antiguos. El globo terrestre está compuesto de tierra y agua, después se suma el aire y finalmente, próximo a la esfera lunar, el fuego, todo ello en la tradición del pensamiento clásico.
La esfera más lejana y opaca de las estrellas fijas recibía el nombre de primum mobile, el "primer móvil", pues se suponía movida por el amor divino, e imprimía su movimiento a todas las demás esferas. En su texto, al referirse al sistema de Ptolomeo, Andreas Cellarius expresa lo siguiente: El ojo humano organiza la composición del universo según el orden que puede percibir en la tierra en la que está, poniéndose como centro de todo el espacio. Allí donde dirige la mirada le sobrecoge la admirable esfericidad del cielo (…) Y cree que el globo terrestre está en el centro de todo.
En la representación armilar de las órbitas planetarias de Andreas Cellarius, conforme al sistema geocéntrico, figuran las distintas esferas concéntricas, expresando el autor lo siguiente: La mayor parte de los filósofos de la antigüedad pensaban que el universo supralunar o éter estaba compuesto de círculos o esferas concéntricas conteniendo unas a las otras, sólidas y duras como el diamante, pensaban asimismo que las estrellas eran comparables a puntas clavadas en la pared de un barco u otro objeto móvil (…) que les imprimía el movimiento giratorio.
Andreas Cellarius coincide también con la iniciativa de la representación cristianizada de las constelaciones del firmamento, en la corriente de la obra original de Julius Schiller (Augburgo, 1627), quien consideraba, conforme al ideario de Giordano Bruno, que era contrario a la fe (…) dar a las estrellas nombres de espíritus malignos, de animales y de hombres impíos, puesto que en la Biblia (Daniel 12, 3) se dice: Los sabios brillarán con el esplendor del firmamento, y los que enseñaron la justicia brillarán por siempre, eternamente, como las estrellas. Por ello, en su representación cristianizada, los seres mitológicos y animales que representaban las constelaciones, han sido sustituidos por personajes de la Biblia, como el arcángel San Miguel, la barca de San Pedro, y o la tumba de Cristo. La cuestión era que esa forma de representar la bóveda celeste seguía siendo una regla nemotécnica, alejadas de la realidad de la naturaleza del cosmos. 
En este Atlas aparecen numerosas ilustraciones del sistema solar, según los distintos autores conocidos en su época, con textos en latín. Al referirse a Ptolomeo, denomina la representación de su concepción del cielo como: “Imago universi secundum Ptolaeum”, el título expresa la “Imagen del Universo según Ptolomeo”.
La expresión en latín había sido utilizada ya en la Edad Media para expresar la representación o dimensión del Mundo conocido en aquel momento.  El teólogo francés Pierre d'Ailly escribió en 1410 el texto de cosmografía titulado Imago Mundi para describir el mundo conocido. Desde la utilización del término Imago Universi por  Andreas Cellarius, no se tenía conocimiento de que hubiese sido aplicado nuevamente en la ciencia o en literatura, a pesar de expresar gráficamente la evolución del conocimiento humano del universo observable.
Publicó también textos sobre fortificaciones y sobre Polonia.
El asteroide 12618 Cellarius fue así denominado en su recuerdo.